# Anarkistiska Pogopartiet

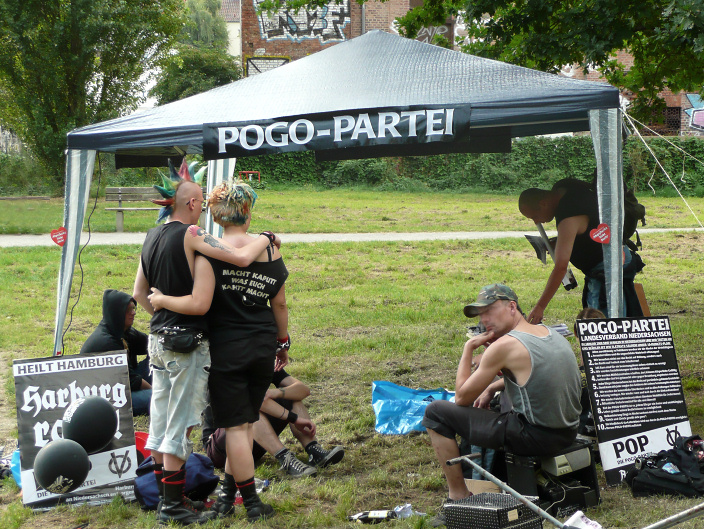
Pogopartiets tält vid Fährmannsfest Hannover 2008

Anarkistiska Pogopartiet (på tyska: Anarchistische Pogo-Partei Deutschlands, APPD) är ett tyskt ("hippie-extremt") anarkistiskt parti som grundades 1981 i Hannover av två punkare. Partiet tillkännager sina åsikter genom tidningen Armes Deutschland ("Fattiga Tyskland" eller "Arma Tyskland"). Partinamnet refererar till punkdansen the Pogo. 

## Historik
Partiet grundades 1981 av två 17-åringar med smeknamnen "Zewa" och "Kotze". Under de följande åren ordnade partiet ett flertal demonstrationer. Dessa slutade inte sällan med polisingripanden. Partiet upplöstes 1986, men återbildades 1994 och tog då steget att ställa upp i val. I lokalvalet i Hamburg 1997 fick partiet 5,3 procent i St. Pauli-distriktet och blev där det fjärde starkaste partiet. 1998 ställde partiet upp i valet till Bundestag med Karl Nagel som kandidat. Slogans som användes av partiet inför valet var bland annat "Arbete är skit" ("Arbeit ist Scheiße") och "Supa, supa, varje dag bara supa" ("Saufen! Saufen! Jeden Tag nur saufen"). Partiet misslyckades dock att få 0,5 procent av rösterna i valet, och kunde därmed inte uppfylla vallöftet att ge de röstande gratis öl. Partiet fick dock omkring 35 000 röster (0,1 procent) och blev därmed större än till exempel Lyndon LaRouches parti "BüSo" liksom det tyska kommunistpartiet DKP. 1999 upplöstes partiet åter, bara för att sedan återuppstå i München i december året därefter. I valet till Bundestag 2002 ställde de inte upp och i valet till Bundestag 2005 ställde de upp, men utan större framgång. Den kandidat som partiet lanserade då var Wolfgang Wendland, även känd som frontfigur i punkbandet "Die Kassierer". Det mindre lyckade resultatet 2005 ledde 2006 till en splittring av partiet i två delar, APPD och Pogo-Partiet.

## Partiets åsikter
- Rätt till full lön även för dem som saknar arbete
- Ungdomspension istället för ålderspension
- Avskaffande av obligatorisk skolgång
- Inrättandet av kärleks- eller samlagscentrum (på tyska: Mitfickzentralen)
- Avskaffandet av polisen
- Legalisering av alla droger (se även drogliberalism)
- Avskaffandet av gränsen mellan tillåtna och otillåtna demonstrationer
- Total balkanisering av Tyskland (de som föredrar att arbeta skall få en del av Tyskland, de som föredrar lättja, sex och droger skall få en annan del)
- Återinförande av de tyska gränserna som de såg ut 1237 (en satirisk punkt riktad mot vissa extremhögerpartier i Tyskland som vill ha ett Stortyskland som det såg ut under nazistregimen under Andra Världskriget)

## Slogans
- Politik suger (Politik ist Scheiße)
- Skolan suger (Schule ist Scheiße)
- Dum men lycklig (Dumm aber glücklich)
- Makt åt de asociala (Asoziale an die Macht)
- Arbete är skit (Arbeit ist Scheiße)
- Fuck Hail (Fick Heil, parodi på Sieg Heil)
- Min röst på soptunnan (Meine Stimme für den Müll)
- Supa, supa, varje dag bara supa (Saufen, saufen, jeden Tag nur saufen)